# Casa de Campo (stanice metra v Madridu)
Casa de Campo (plným názvem španělsky Estación de Casa de Campo; doslovně přeloženo jako „venkovské sídlo“ – královské) je stanice metra v Madridu. Nachází se poblíž křižovatky ulic Puerta del Batán a Paseo de la Venta na okraji parku Casa de Campo na rozhraní městských obvodů Latina a Moncloa – Aravaca. Stanice je přestupní mezi linkami 10 a linky 5, která zde končí. Stanice se nachází v tarifním pásmu A a je bezbariérově přístupná.

## Historie
Místem stanice původně procházela linka Suburbano – příměstská linka mezi stanicemi Plaza de España a Aluche, později přejmenovaná na linku 10. Na přelomu tisíciletí došlo ke stavebním úpravám, které vyústily v prodloužení linky 10 (původní Suburbano) dále na jih a vytvoření přestupního uzlu na konečné linky 5, do které byl zakomponován zbylý úsek směrem na Aluche.
Stanice metra Casa de Campo byla otevřena 22. října 2002 společně s prodloužením linky 10 do stanice Colonia Jardín.
Původně se stanice měla jmenovat Puerta de Batán, nakonec však bylo od návrhu ustoupeno, vzhledem k možné záměně se sousední stanicí Batán.

## Popis
Stanice má poněkud zvláštní uspořádání kolejí a nástupišť – mezi třemi kolejemi se nacházejí dvě nástupiště. Vnější koleje náleží lince 10, která stanicí prochází a vnitřní kolej patří ke končící lince 5. Na jih od stanice se v tunelu koleje linky 10 spojují a podcházejí tunel linky 5 vedoucí do stanice Campamento. Ten je dvojkolejný, ale těsně před stanicí se koleje sbíhají do jedné. Na opačné straně se opět rozcházejí do dvou odstavných kolejí a odbočky na linku 10 směrem do stanice Batán.
Pod nástupištěm ve směru Puerta del Sur se nachází jedna nepoužívaná kolej – dříve sloužila jako kolej Suburbana a linky 10. Do budoucnosti je teoreticky možné část nástupiště odstranit a kolej zprovoznit.
Stanice se nachází blízko ulice Paseo de Extremadura (silnice N-V vedoucí do Extremadury). Nedaleko se také nachází vstup do madridské zoologické zahrady.

## Provoz
Stanice slouží také jako zastávka pro mnohé městské a příměstské autobusy a jedno z míst pro vstup do Casa de Campo.
Stanice linky 5 má pouze jednu kolej a na obou stranách má výhybky, vlaky pak vykonávají rychlé obraty přímo u nástupiště. Z vlaku je umožněn výstup na obě strany zároveň a teoreticky je možný i průchod vlakem z jednoho nástupiště na druhé.

## Fotogalerie

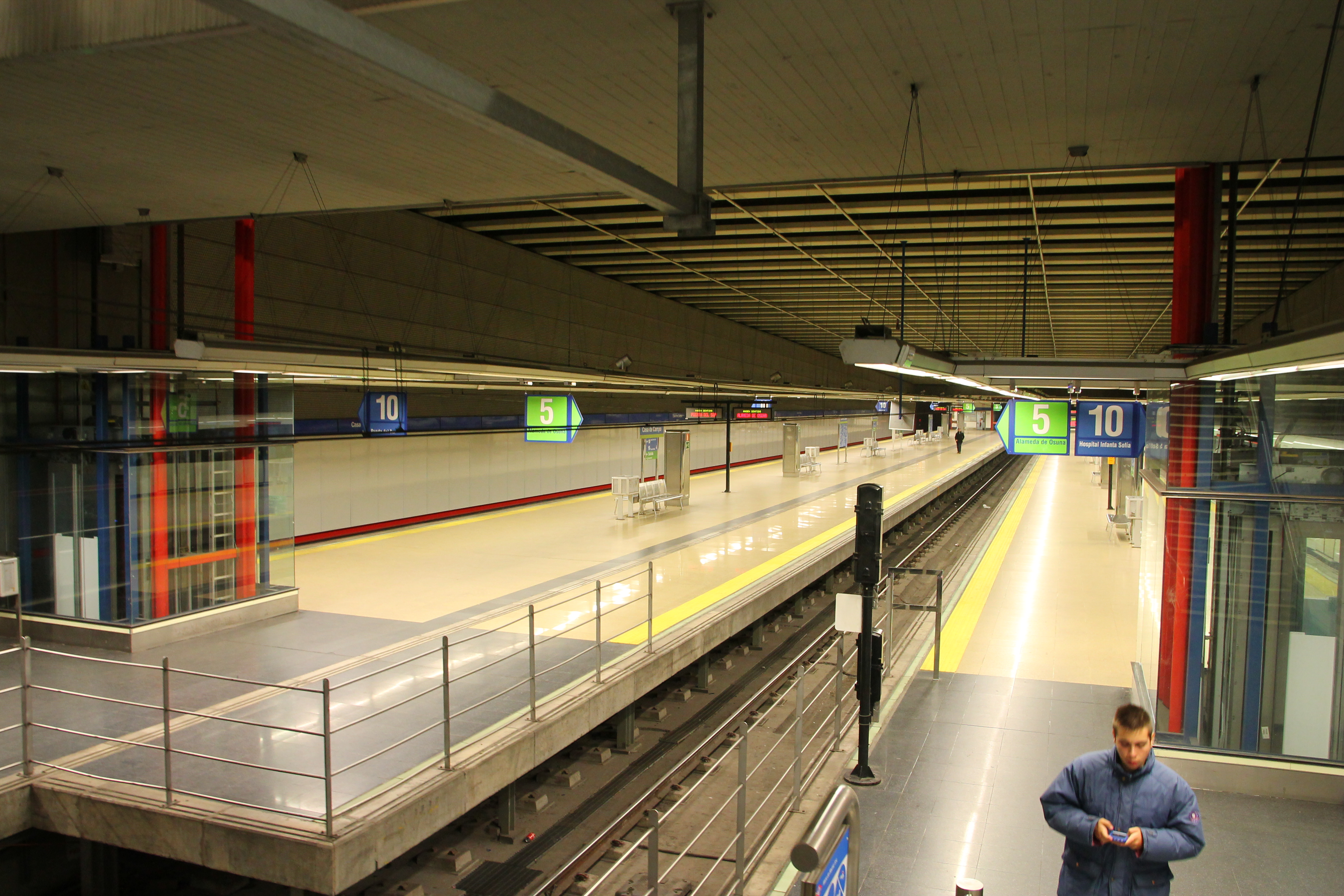
Celkový pohled na stanici
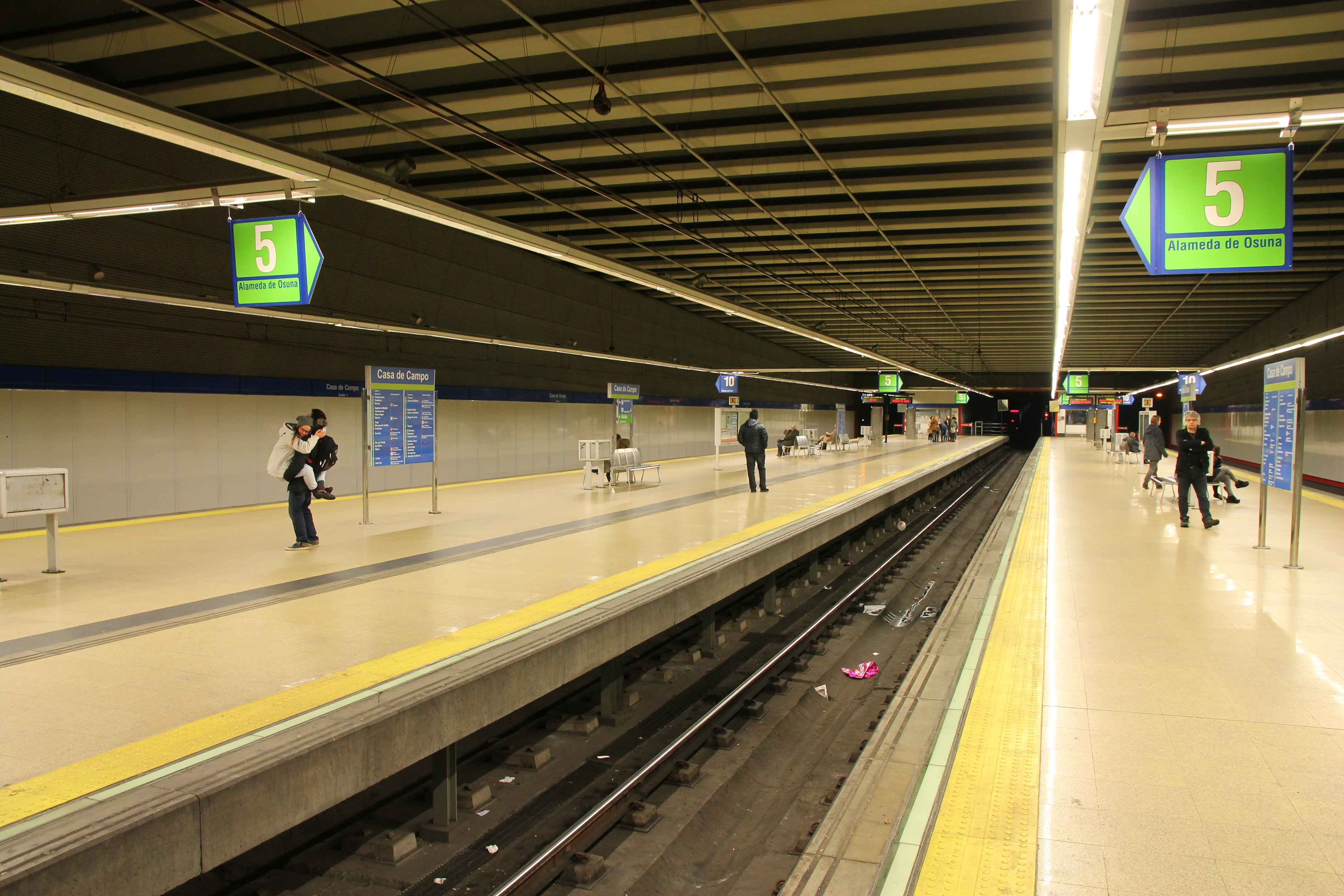
Nástupiště ve stanici
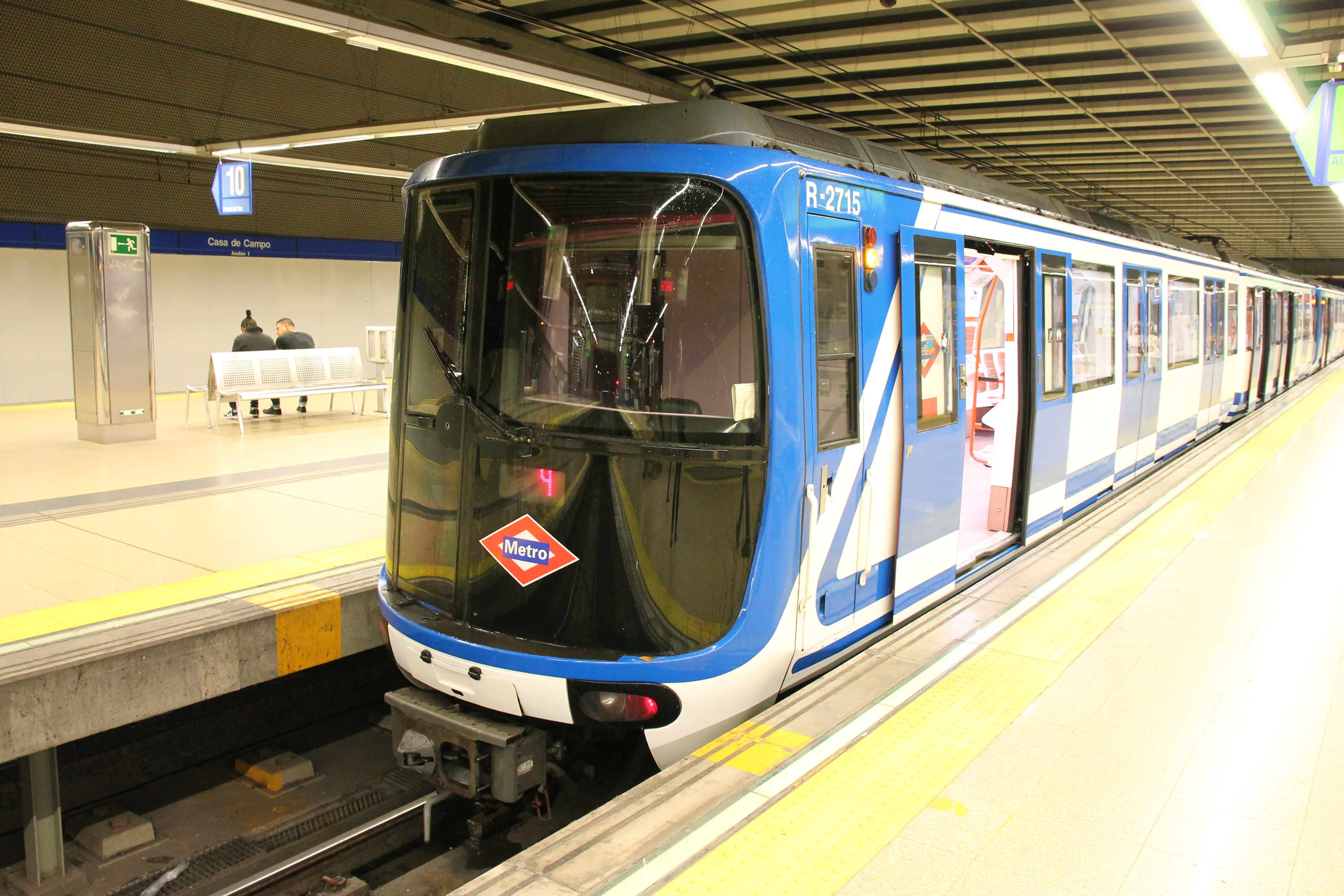
Vlak řady 2000B na lince 5
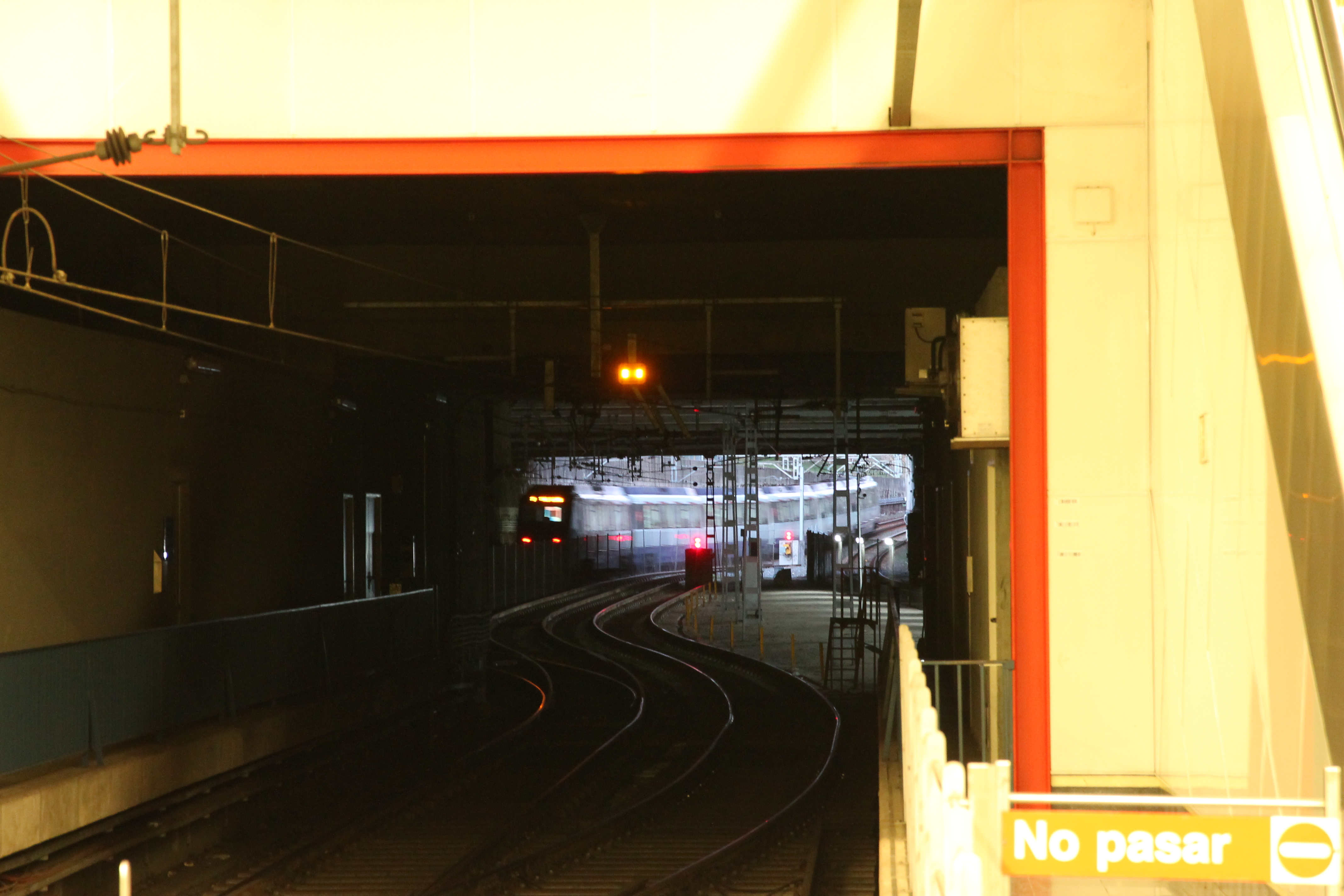
Průhled na koleje spojující obě linky
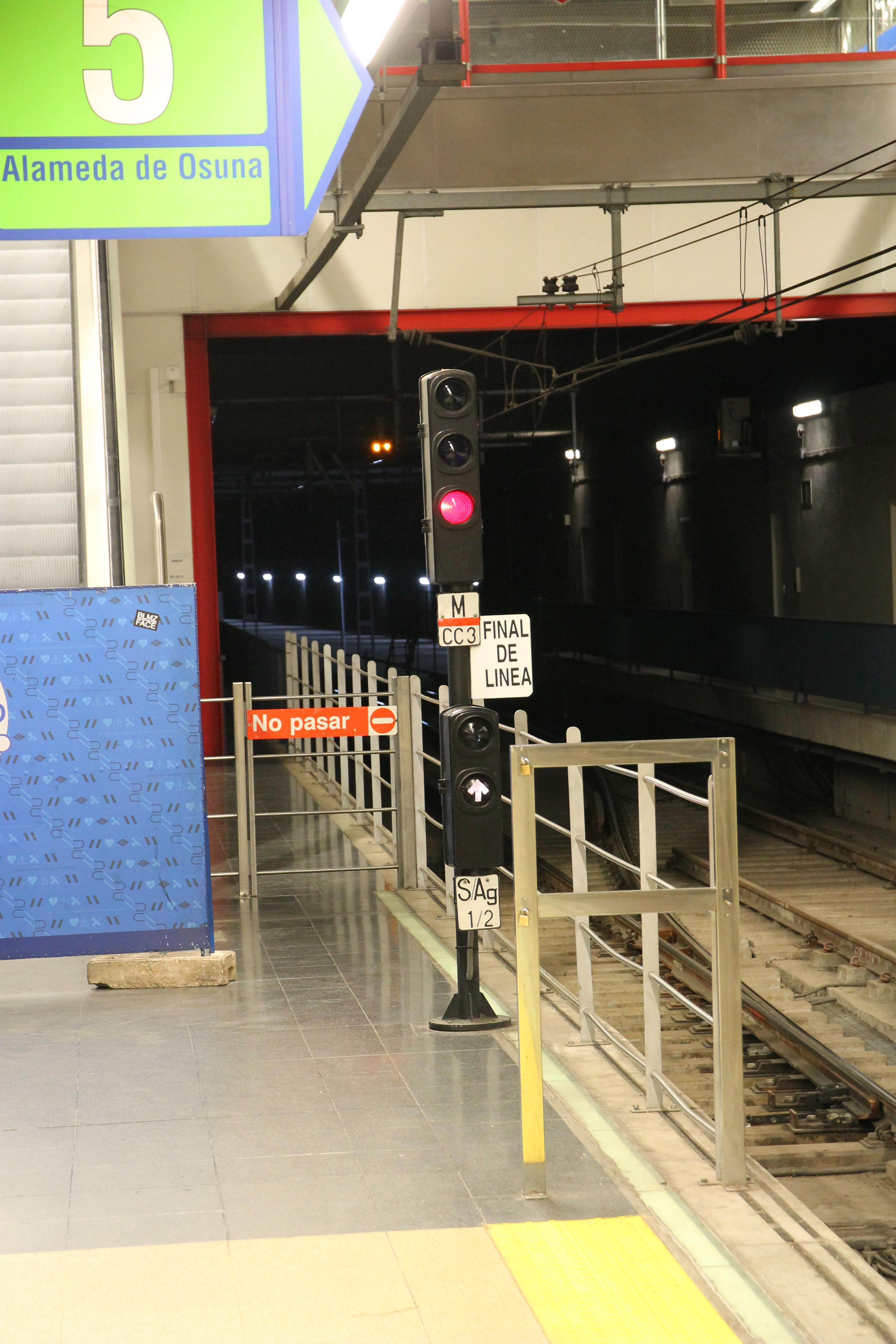
Návěstidlo na konci tratě linky 5
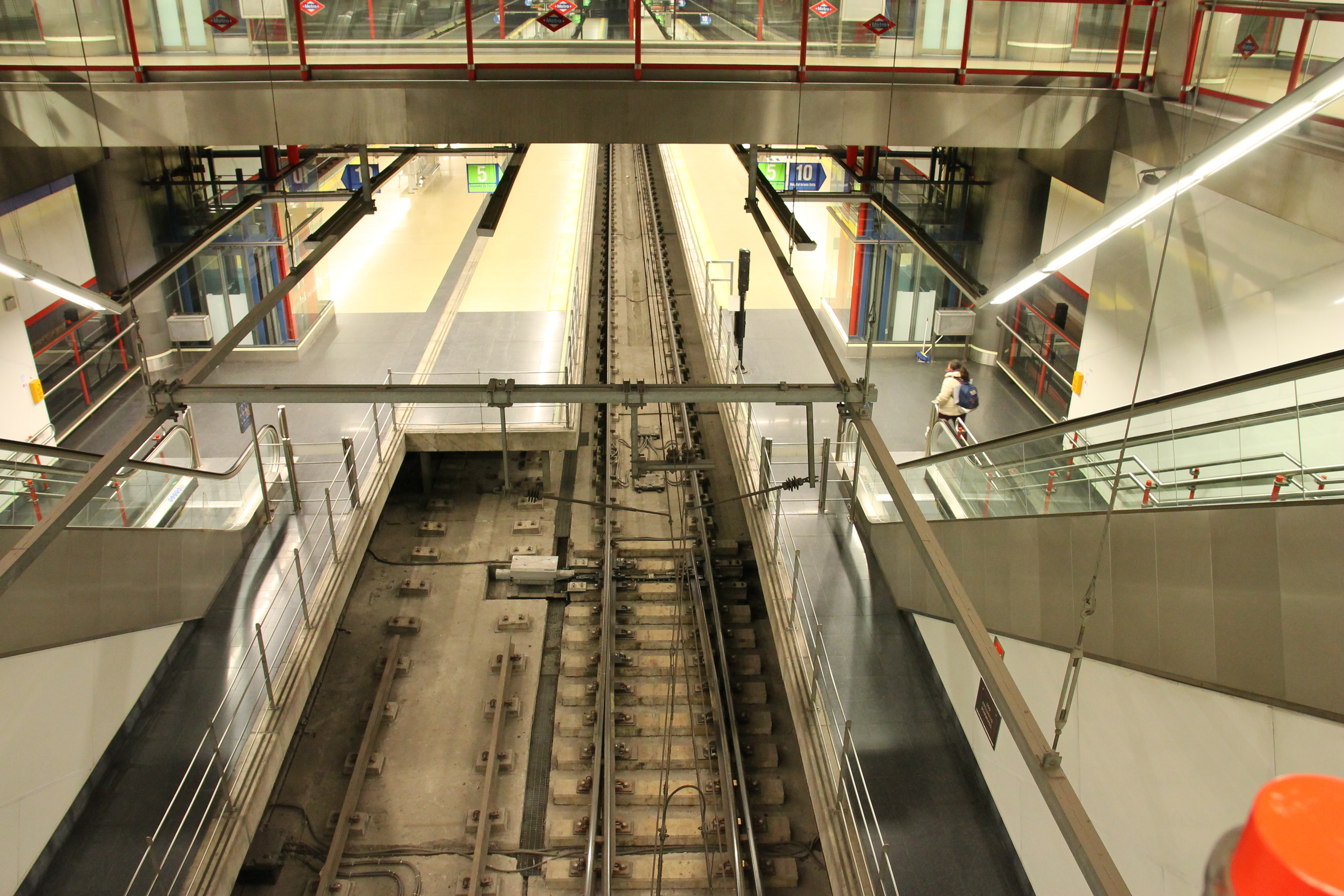
Pohled na výhybku na konci tratě linky 5 – před odstavnými kolejemi a spojkou
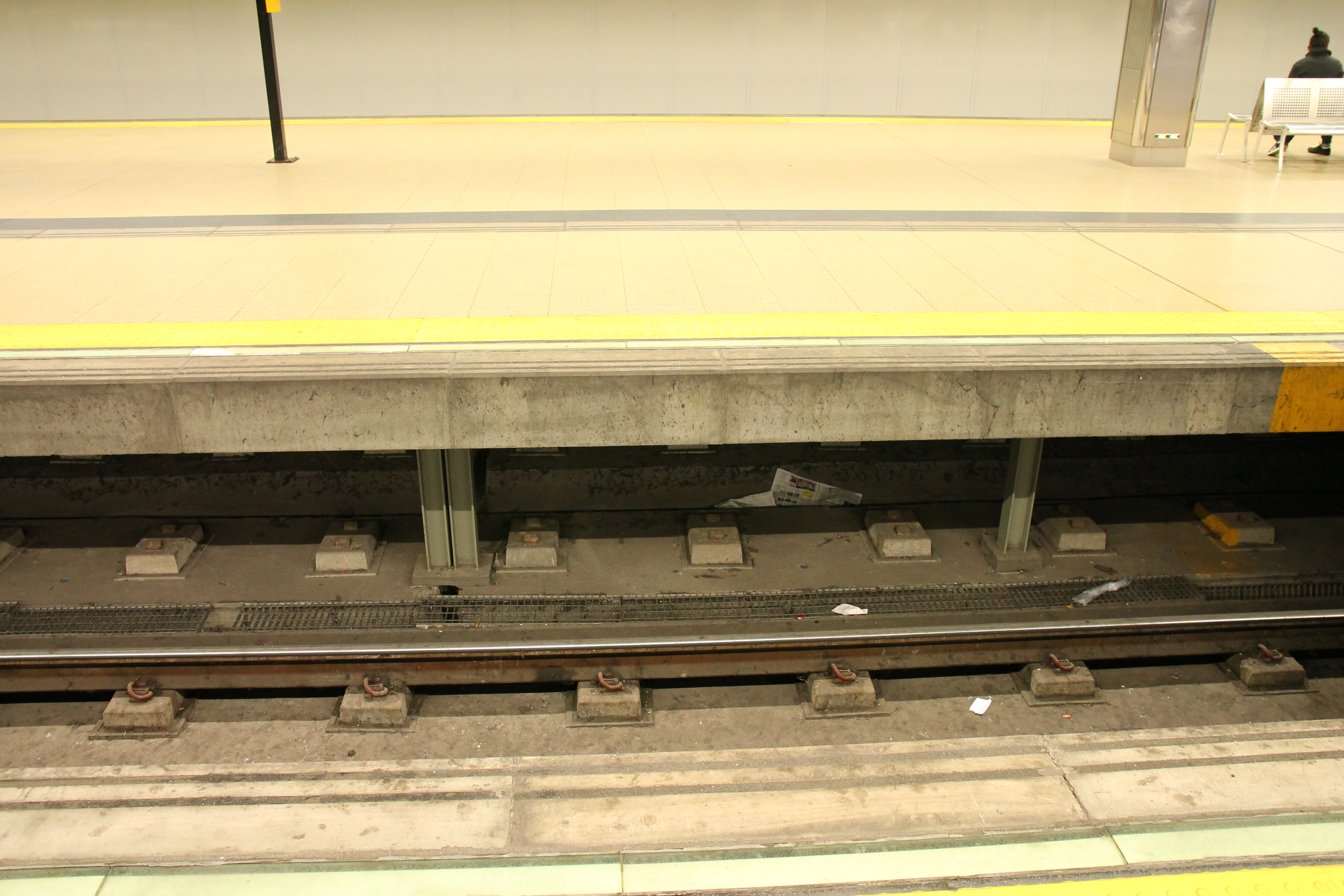
Nepoužívaná kolej pod nástupištěm
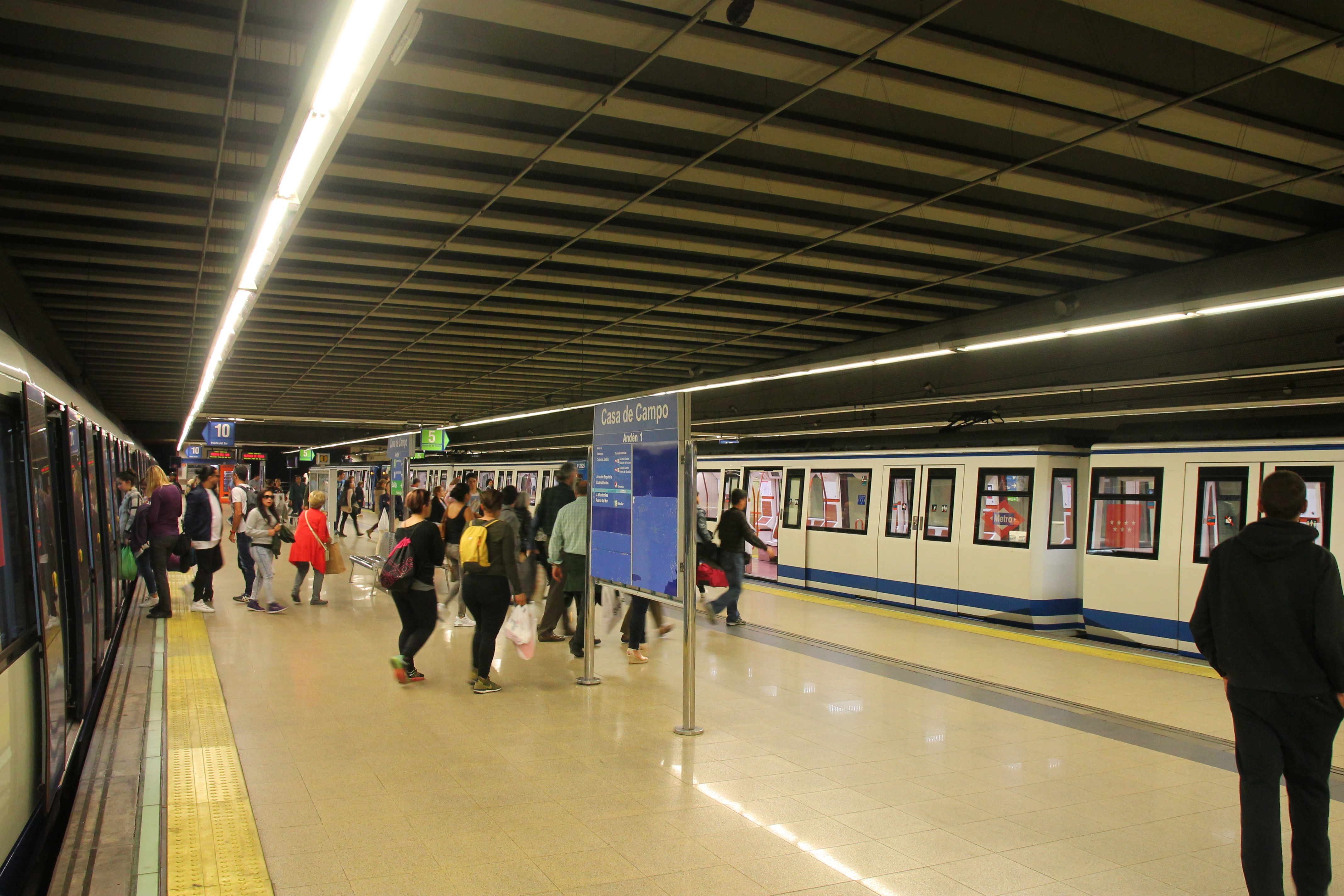
Středové nástupiště
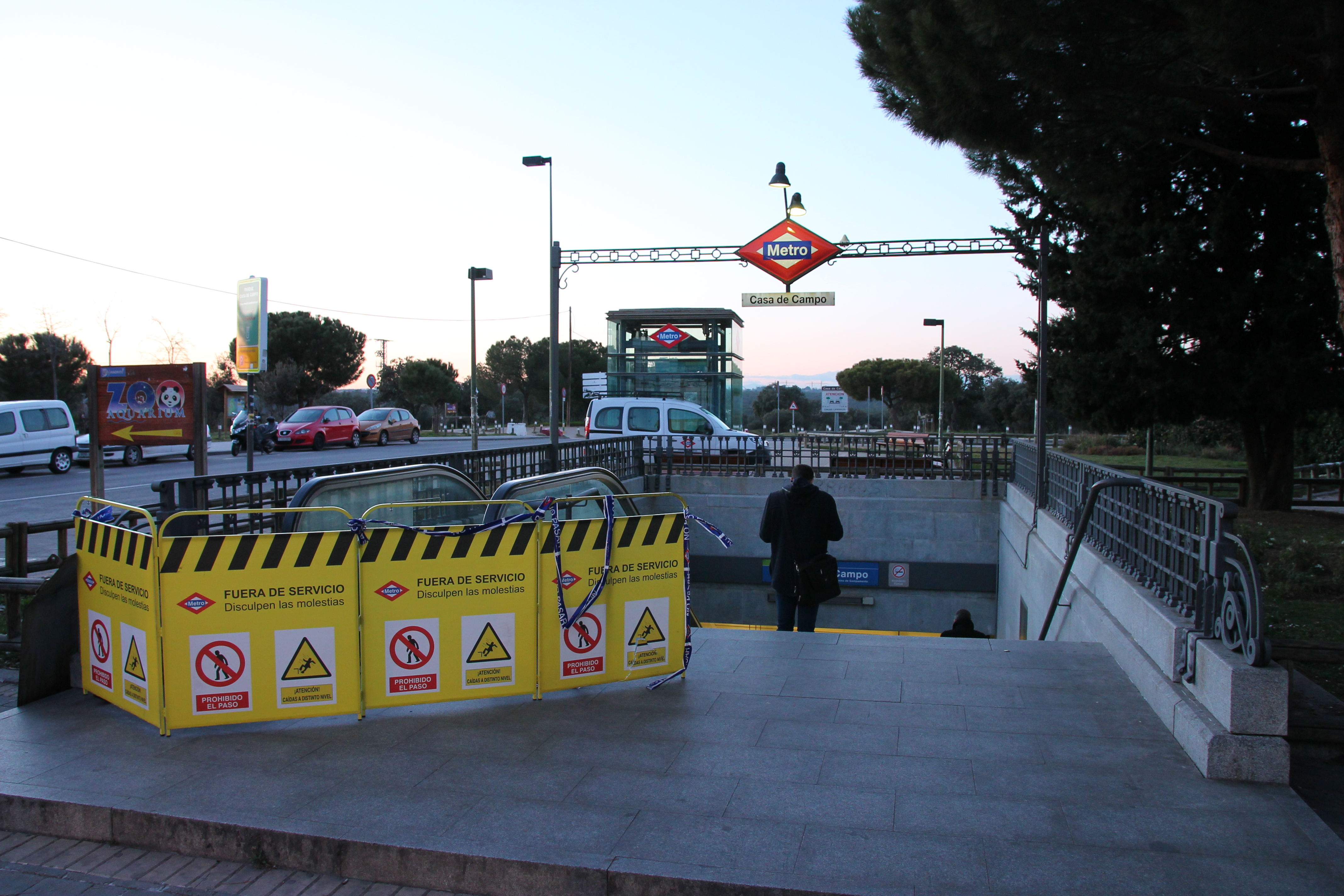
Vstup do stanice
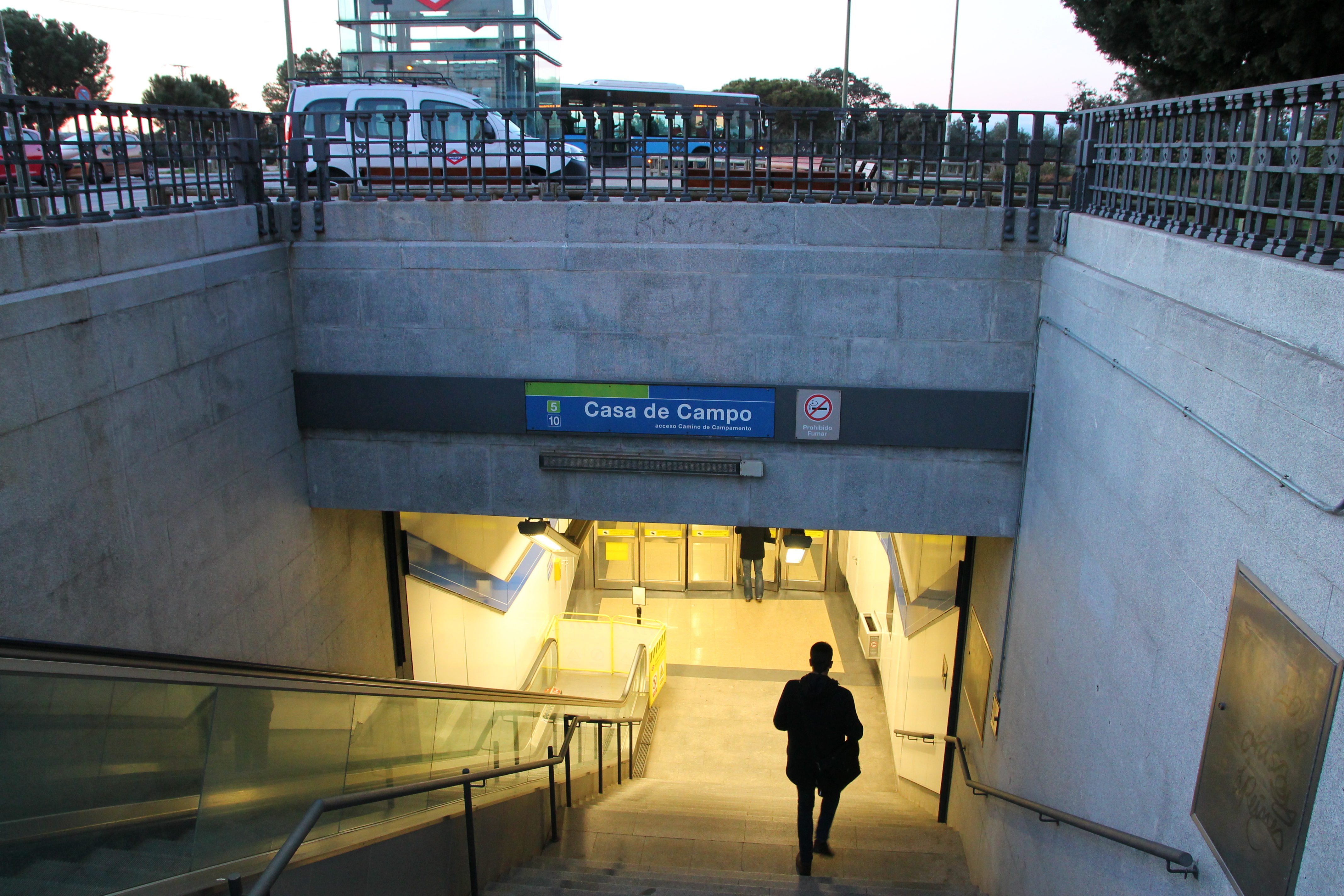
Vstup do stanice